# Henry J. Spooner
Henry Joshua Spooner, född 6 augusti 1839 i Providence i Rhode Island, död 9 februari 1918 i Providence i Rhode Island, var en amerikansk politiker (republikan). Han var ledamot av USA:s representanthus 1881–1891.
Spooner efterträdde 1881 Nelson W. Aldrich i representanthuset och efterträddes 1891 av Oscar Lapham.
Spooner är begravd på Swan Point Cemetery i Providence.